# David Waterman
Dave Waterman, diminutivo di David Graham Waterman (Guernsey, 16 maggio 1977) è un ex calciatore nordirlandese, di ruolo centrocampista.

## Carriera

### Club
Dopo aver giocato nei settori giovanili dei dilettanti di Belgrave Wanderers e Northerners nel 1993 passa alle giovanili del Portsmouth, con cui nel 1996, all'età di 19 anni, esordisce in prima squadra (e contestualmente tra i professionisti); rimane nel club per le successive sei stagioni, tutte trascorse nella seconda divisione inglese, con un bilancio totale di 80 presenze in questa categoria (nessun rete all'attivo).
Nel marzo del 2002 si trasferisce in terza divisione all'Oxford Utd: rimane nel club per le successive due stagioni, fino al 2004, giocandovi in totale 47 partite di campionato e mettendo anche a segno la sua prima rete in carriera in campionati professionistici. Nell'estate del 2004 si trasferisce ai semiprofessionisti del Weymouth, con cui gioca fino al gennaio del 2006, quando si accasa al Gosport Borough, con cui gioca per una stagione e mezza, fino all'estate del 2007; si ritira infine al termine della stagione 2008-2009, all'età di 32 anni, dopo due stagioni trascorse giocando con i semiprofessionisti del Bognor Regis Town.
In carriera ha totalizzato complessivamente 127 presenze ed un gol nei campionati della Football League.

### Nazionale
Tra il 1998 ed il 1999 ha giocato 14 partite (nessun gol segnato) con la maglia della nazionale nordirlandese Under-21.

## Palmarès

### Club

#### Competizioni regionali
- Wessex Football League: 1

Gosport Borough: 2006-2007